# FCベルグハイム
FCベルグハイム（独: FC Bergheim）は、オーストリア・ザルツブルク州ベルグハイムを本拠地とするサッカークラブである。

## 概要
クラブ創設は1965年。2008年に女子サッカー部門が新たに設置された。ザルツブルク州では女子サッカーチームが数少なかったこともあり、州全体から多くの女子選手が集まるようになった。また、2011年に同じく女子サッカーに力を入れていたUSKホーフ（USK Hof）との事実上合併したことにより戦力を強化。2015-2016年シーズンで2部リーグ優勝を果たし、オーストリア・女子ブンデスリーガへの昇格を果たした。

## タイトル

### 国内タイトル
- オーストリア女子2部リーグ優勝： 1回
  - 2016